# ГЕС Mascarenhas de Moraes (Peixoto)
ГЕС Mascarenhas de Moraes (Peixoto) — гідроелектростанція на сході Бразилії у штаті Мінас-Жерайс. Знаходячись між ГЕС Фурнас (вище за течією) та ГЕС Luís Carlos Barreto de Carvalho, входить до складу каскаду на лівому витоку Парани на річці Ріо-Гранде.

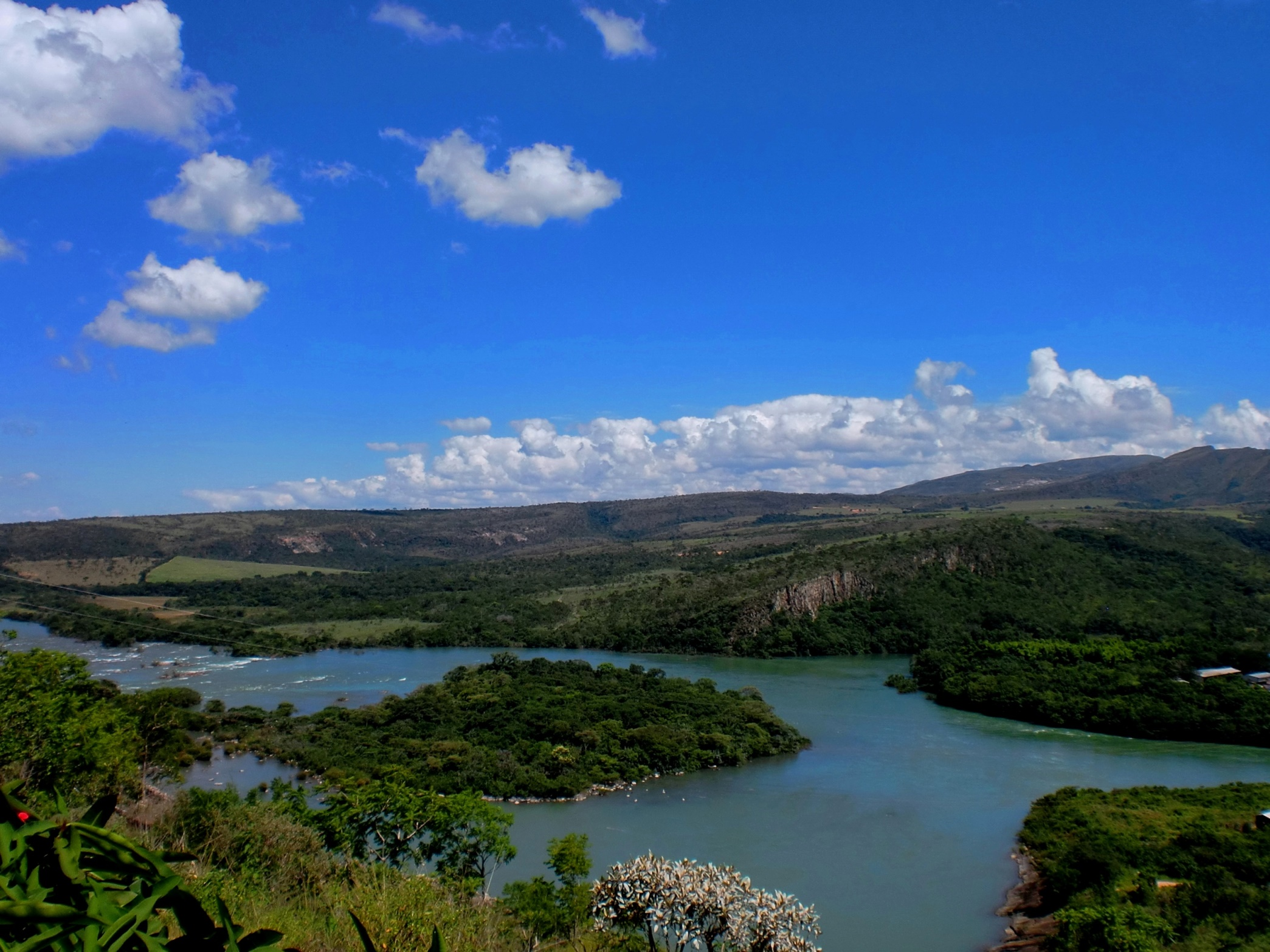
Водосховище ГЕС Mascarenhas de Moraes

У межах проекту річку перекрили бетонною комбінованою греблею: до берегів прилягають розташовані під кутом одна до одної гравітаційні ділянки, тоді як центральну частину займає аркова споруда. Гребля висотою 50,6 метра при довжині 600 метрів потребувала для свого зведення 800 тис. м3 матеріалу. Вона утримує витягнуте на 145 кілометрів по долині річки водосховище з площею поверхні 250 км2 та об'ємом 4 млрд м3 (корисний об'єм 2,5 млн м3), для якого нормальним коливанням рівня є знаходження між позначками 653 та 666 метрів НРМ (максимальний рівень на випадок повені сягає 667 метрів НРМ). Внаслідок певних прорахунків нижче від греблі відбувається відкладання наносів, що при великому обсязі скиду води загрожувало підтопленням машинного залу та потребувало додаткових захисних споруд.

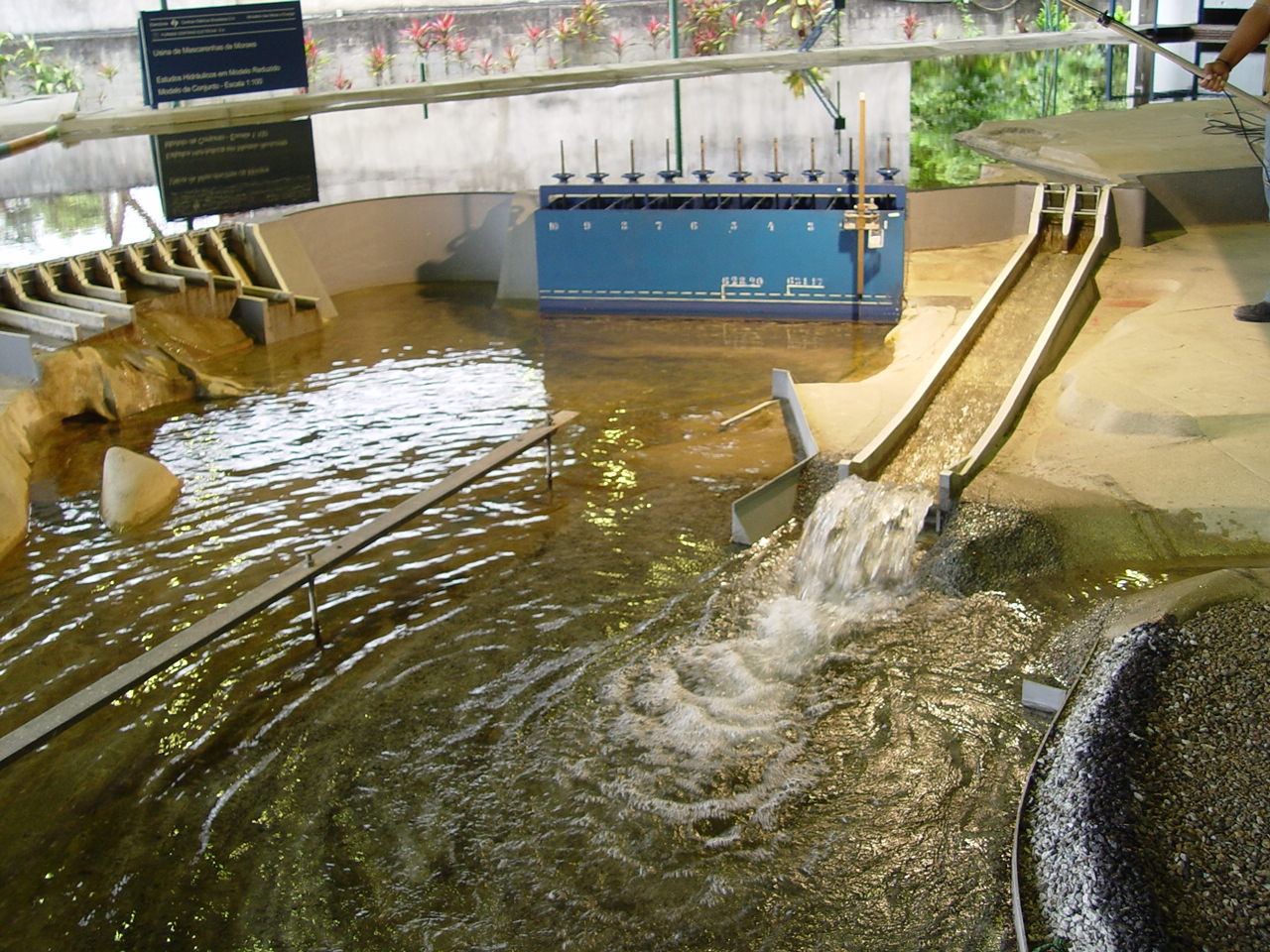
Дослідження на моделі ГЕС Mascarenhas de Moraes

Зазначений зал виконаний як пригреблевий. У ньому в 1957-му ввели в експлуатацію два гідроагрегати з турбінами типу Френсіс потужністю по 40 МВт, до яких за період до 1968 року додали два по 48 МВт, чотири по 49 МВт та два по 52 МВт. Розширення станції стало можливим після стабілізації потоку річки завдяки спорудженню вище ГЕС Фурнас. Гідроагрегати працюють при напорі у 45 метрів.